# David Storey
David Malcolm Storey (13 tháng 7 năm 1933 – 27 tháng 3 năm 2017) là một nhà viết kịch, nhà biên kịch, tiểu thuyết gia từng đạt giải thưởng và một vận động viên rugby chuyên nghiệp người Anh. Ông ta đã giành giải Man Booker năm 1976 cho cuốn tiểu thuyết Saville. Ông ta cũng giành được giải MacMillan Fiction Award cho cuốn This Sporting Life vào năm 1960.

## Tuổi thơ và sự nghiệp
Storey sinh ngày 13 tháng 7 năm 1933 tại Wakefield, West Yorkshire, con trai của một thợ mỏ than, Frank Richmond Story, và Lily (tên khai sinh Cartwright) Story. Ông học tại trường QEGS Wakefield. Ông học tiếp ở Trường nghệ thuật Slade tại Luân Đôn,.

## Cuộc sống cá nhân và qua đời
Năm 1956, Storey kết hôn với Barbara Rudd Hamilton, và có bốn đứa con. Barbara Hamilton qua đời vào năm 2015.
Storey chết vào ngày 27 tháng 3 năm 2017 tại Luân Đôn, thọ 83 tuổi.